# 内山尚三
内山 尚三（うちやま しょうぞう、1920年7月5日 - 2002年12月14日）は、日本の法学者。専門は、民法・労働法。法学博士（1960年）。法政大学名誉教授、札幌大学名誉教授。建設業の労働関係、請負契約などに関する国の各種審議会の役員を歴任。栄典は、正五位勲三等瑞宝章。
妻・章子は政治家・鶴見祐輔の次女。政治家の後藤新平は義祖父（章子の祖父）、社会学者の鶴見和子は義姉（章子の姉）、哲学者の鶴見俊輔は義兄（章子の兄）。新潟県柏崎市出身。

## 略歴
- 1938年　東京府立六中（現都立新宿高等学校）卒業
- 1947年　東京帝国大学法学部政治学科卒業
- 1948年　中央職業安定審議会土建部会専門委員長
- 1949年4月　法政大学法学部助教授
- 1959年7月　教授
- 1966年　建築審議会委員
- 1967年　中央建設業審議会法制部会専門委員長
- 1970年　法政大学法学部長
- 1972年　雇用審議会建設労働問題専門委員会委員
- 1973年　法政大学大学院議長
- 1987年から世界平和アピール七人委員会委員（それまで事務局長）
- 1989年　法政大学退職　同名誉教授　札幌大学法学部長
- 1991年　札幌大学学長（1995年まで）
- 1996年　札幌大学名誉教授　札幌大学大学院法学研究科客員教授
- 1998年　叙勲三等授瑞宝章
- 2001年 札幌大学退職
- 2002年　叙正五位

## 研究領域
- 民法の請負や建設業法を研究。民法の請負の観点から不動産取引法や労働法も研究領域とした。

## 著書
- 『建設労働論 上』 法政大学出版局、1963年
- 『家父長制労働論（上）』 法政大学出版局、1965年
- 『現代建設請負契約法』 一粒社、1973年
- 『転換期の建設業』 清文社、1974年
- 『建設業の明日を探る 内山尚三対談座談集』 清文社、1978年3月
- 『請負　叢書民法総合判例研究 33』 民法総合判例研究刊行会編、一粒社、1978年10月
- 『よくわかる建設業法の要点 建設業実務に活かす正しい法知識』 清文社、1982年
- 『談合問題への視点』 都市文化社、1982年
- 『建設労働論』 都市文化社、1983年
- 『建設業法の要点』 清文社、1982年初版・1989年新版
- 『民法5　債権各論』 法政大学出版局、1990年
- 『債権各論講義』 信山社出版、1999年
- 『内山尚三遺稿集』 第一法規、2004年3月

## 共編
- 『民法（6）契約各論』 遠藤浩・川井健・原島重義・広中俊雄・水本浩・山本進一編、有斐閣、1970年初版・2002年第4版増補補訂版
- 『不動産取引の基礎』 水本浩共編、青林書院新社、1976年
- 『建設産業論』 木内誉治共著、都市文化社、1983年8月
- 『建設業の課題と展望 共同探求』 編著、都市文化社、1983年2月

## 記念論集
- 『現代民法学の基本問題』 内山尚三・黒木三郎・石川利夫先生還暦記念 第一法規出版、1983年7月
- 『現代民事法学の構想 内山尚三先生追悼』 下森定編集代表 須永醇、堀田泰司、片桐善衛、山口康夫、岡孝、宮本健蔵編、信山社、2004年11月

## 関連人物
- 広井忠男 - 著作家、政治家。同郷かつ高校の後輩。
- 柴野たいぞう - 政治家、実業家。同上。